# Szkoła przy ul. Jarochowskiego 1 w Poznaniu
Szkoła przy ul. Jarochowskiego 1 (Szkoła Podstawowa nr 33, Młodzieżowy Dom Kultury nr 3, Przedszkole nr 136, dawniej żeńska XIII Volksschule) - zespół zabudowań szkolnych, zlokalizowanych w Poznaniu, na Łazarzu, przy ul. Jarochowskiego 1. Zespół wpisany jest do rejestru zabytków pod nr. 258 z 20.10.1984. 

## Charakterystyka
Na zespół składają się następujące budynki:
- pawilony A (obecnie C), B1, B2 (obecnie P i MDK) i C (obecnie Z) z lat 1907-1908 (projektant: Fritz Teubner),
- pawilon D (obecnie A) z 1914 (projektanci: Hermann Herrenberger i Adolf Stahl)

Fritz Teubner był także autorem całości koncepcji zespołu. Szkoła ta była pierwszym w Poznaniu obiektem zrealizowanym w systemie pawilonowym. Budynki zlokalizowano na obrzeżach kwartału ulic, w środku zaś urządzono rozległy dziedziniec. Wszystko silnie obsadzono zielenią. Główna brama wejściowa umieszczona jest między pawilonami B1 i B2. Nigdy natomiast nie doszło do wybudowania według pierwotnego projektu sali gimnastycznej i dodatkowych dwóch pawilonów czteroklasowych. Sala gimnastyczna (obecny pawilon B) powstała na PeWuKę w 1929, jako Pawilon Ceramiki Budowlanej, według projektu Stanisława Mieczkowskiego.
Szkoła, podczas okupacji hitlerowskiej, została zamieniona na szpital wojskowy. W 1945, przed wejściem Rosjan, całe wyposażenie szpitalne wywieziono do Willi Flora. 12 lutego 1945 (jeszcze podczas walk o Cytadelę) otwarto tu pierwszą po II wojnie szkołę powszechną w Poznaniu (zapisano wtedy około 400 dzieci). Organizatorem i pierwszym kierownikiem placówki był Józef Nawrocki. Otwarcie miało uroczystą oprawę - brali w nim udział przedstawiciele rodzącej się administracji rządowej i wojska radzieckiego. W związku z potrzebami Armii Czerwonej, 19 kwietnia 1945, szkołę ponownie zamieniono na szpital polowy - w pobliskim Parku Kasprowicza urządzono natomiast lądowisko dla samolotów sanitarnych. Sala gimnastyczna stała się kostnicą. Naukę kontynuowano w szkole przy ul. Berwińskiego.
Założenie (o kompozycji osiowej) jest niezwykle starannie wykończone z użyciem białej i czerwonej cegły licowej oraz betonowych gzymsów wieńczących. Budynki są urozmaicone, zwieńczone wysokimi dachami. W interesujący sposób rozplanowano klatki schodowe. Większość budynków stylowo nawiązuje do architektury klasycznej, a budynek D (obecnie A) do baroku południowoniemieckiego.
Od strony wejścia umieszczono płaskorzeźby przedstawiające dzieci grzeczne i niegrzeczne. Przed bramą stoi betonowy pomnik w formie niewysokiego obelisku z napisem o treści: W tej szkole w dniu 12 II 1945 r. rozpoczęto naukę gdy trwały jeszcze walki o wyzwolenie Poznania spod okupacji hitlerowskiej. Szkoła im. Zdobywców Cytadeli Poznańskiej w 25 rocznicę P.R.L. Na obelisku widnieje herb szkoły (rewers) oraz wizerunek księgi i płomienia (awers). Na środku dziedzińca zasadzono 30 października 2008 dąb o imieniu Ignacy Jan dla upamiętnienia 90. rocznicy powstania wielkopolskiego (nazwa nawiązuje do imion Ignacego Jana Paderewskiego). Fundatorami byli uczniowie i nauczyciele.
W pobliżu szkoły położone są następujące obiekty: łazarskie domy urzędnicze, tereny Johow-Gelände, City Park, dawny zespół klasztorny Karmelitanek Bosych, park Kasprowicza, park Wilsona i hala Arena.